# Mesosemia antaerice
Espèce
Mesosemia antaerice est une espèce d'insectes lépidoptères (papillons) appartenant à la famille des Riodinidae et au genre Mesosemia.

## Dénomination
Mesosemia antaerice a été décrit par William Chapman Hewitson en 1859

## Écologie et distribution
Mesosemia antaerice est présent en Guyane, Guyana, à Trinité-et-Tobago, en Équateur et au Brésil.